# Tibetiodes
 Tibetiodes  G.L.Nesom, 2020  è un genere di piante angiosperme dicotiledoni della famiglia delle Asteraceae, sottofamiglia Asteroideae, tribù Astereae (Aster lineage) e sottotribù Asterinae.

## Etimologia
Il nome del genere deriva dal latino "Tibet" e dal greco "oides", che significa "simile".
Il nome scientifico del genere è stato definito dal botanico Guy L. Nesom (1945-) nella pubblicazione " Phytoneuron. Digital Publications in Plant Biology" (Phytoneuron 2020-63: 1) del 2020.

## Descrizione

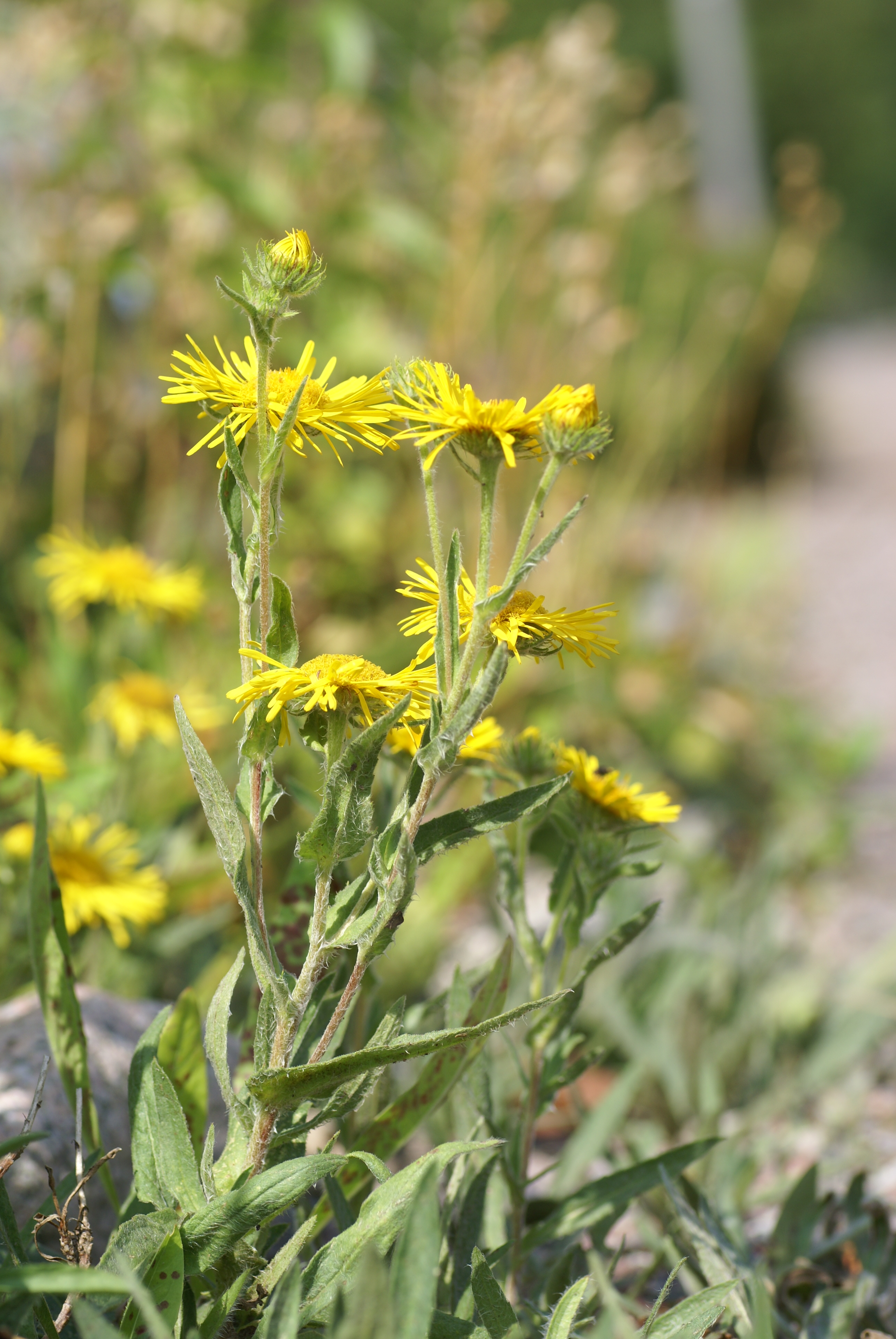
Il portamento
Tibetiodes diplostephioides

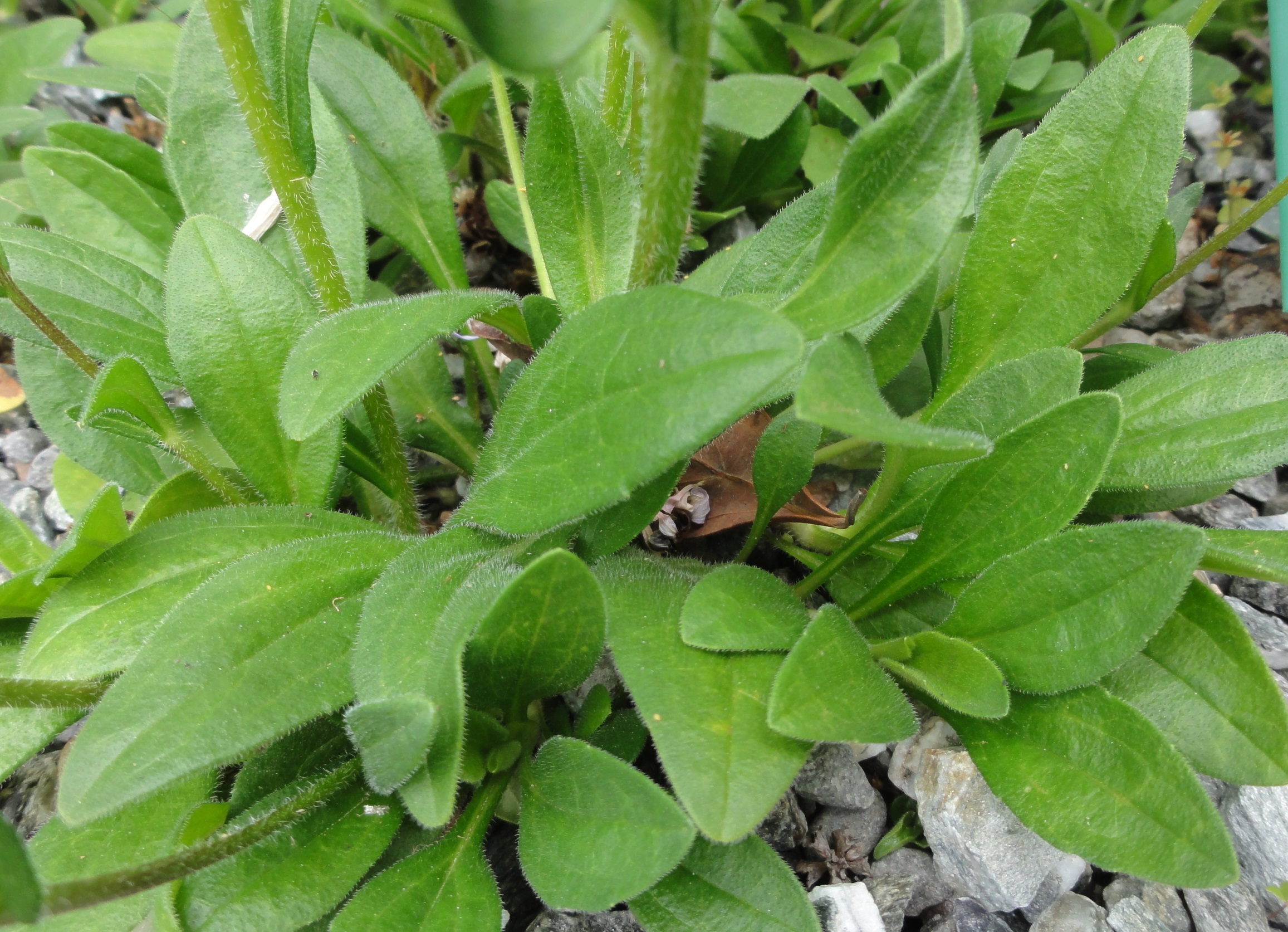
Le foglie
Tibetiodes flaccida

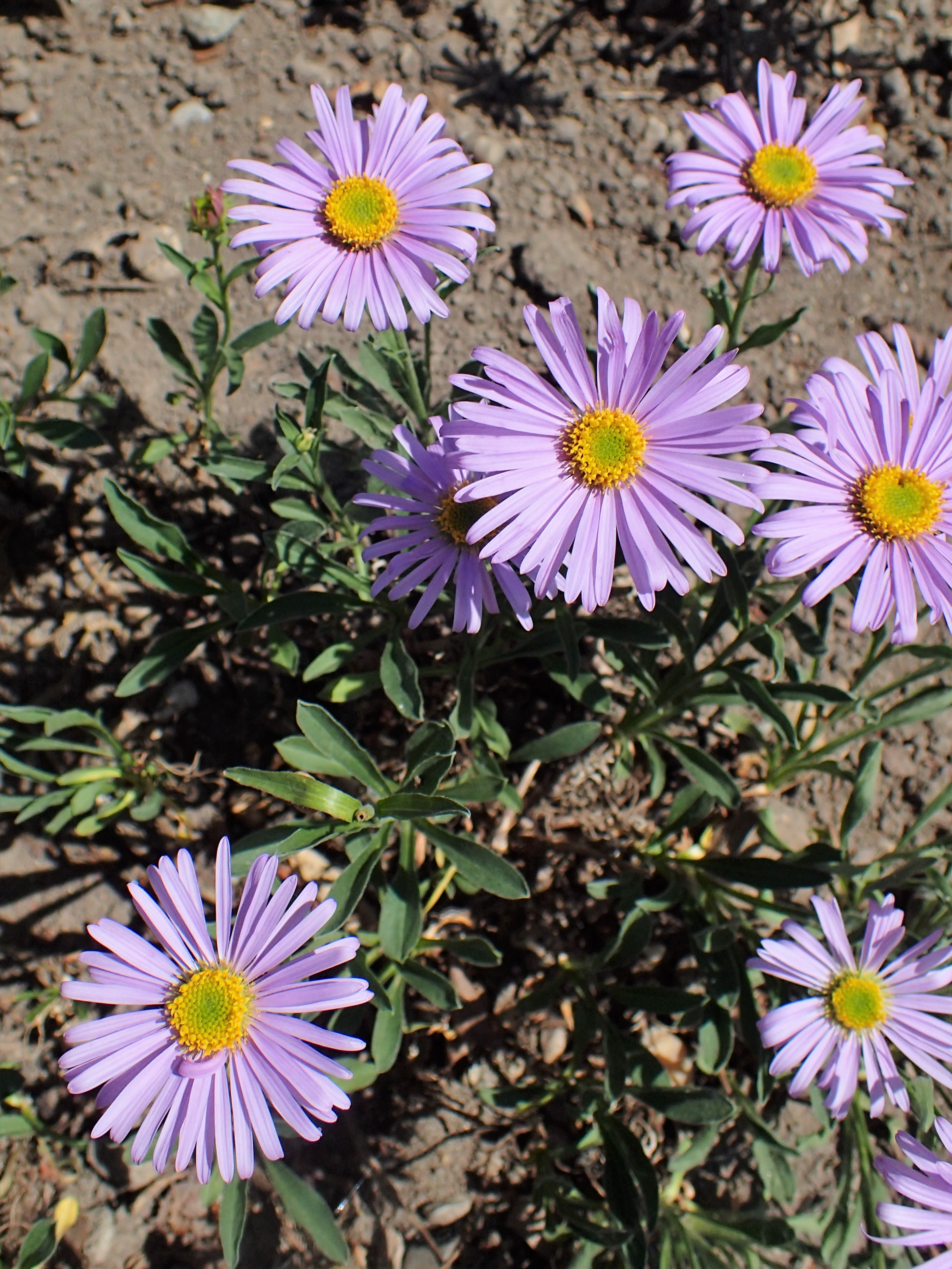
Infiorescenza
Tibetiodes himalaica

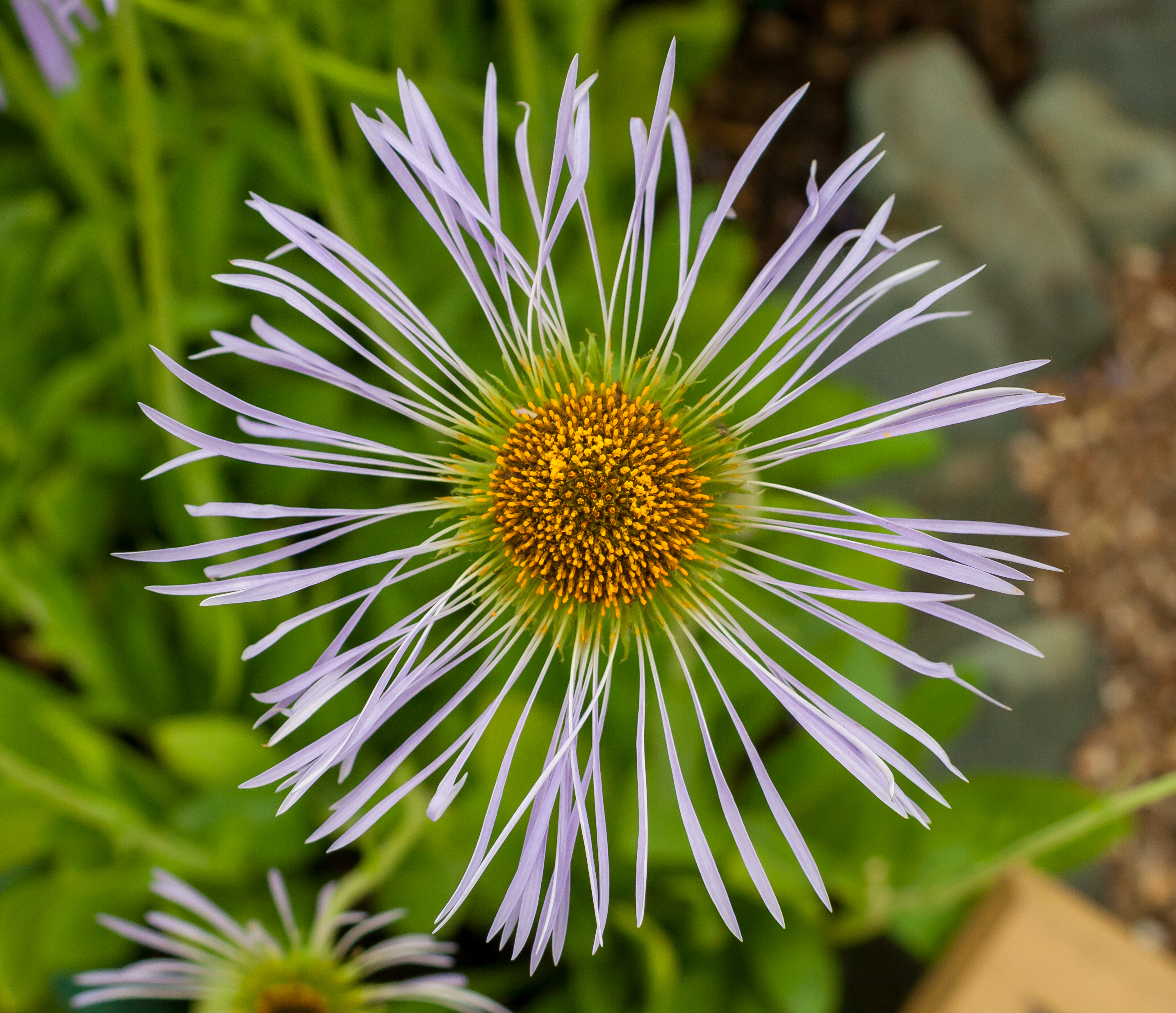
I fiori
Tibetiodes diplostephioides

Portamento. Le specie di questo genere hanno un habitus di tipo erbaceo perenne.
Fusto. La parte aerea in genere è eretta, semplice o ramosa. Sono presenti dei corti rizomi, radici fibrose e in alcune specie dei stoloni.
Foglie. Le foglie in genere sono disposte in modo alternato, picciolate o sessili. Si distinguono in basali (possono formare una rosetta basale) e in cauline (in genere di minori dimensioni). La lamina è semplice, intera (o con pochi denti) con forme da oblunghe a ellittico-lanceolate, ovate o ellittico-obovate. Sulla superficie possono essere presenti dei punti ghiandolari.
Infiorescenza. Le sinflorescenze sono in maggioranza scapose (capolini solitari). Le infiorescenze vere e proprie sono composte da un capolino terminale peduncolato di tipo radiato con fiori eterogami. I capolini sono formati da un involucro, con forme da cilindriche a campanulate, composto da diverse brattee, al cui interno un ricettacolo fa da base ai fiori di due tipi: fiori del raggio e fiori del disco. Le brattee, con forme da lanceolate a triangolare o lanceolato-oblunghe, generalmente più lunghe dei fiori a disco, e a consistenza erbacea, sono disposte in modo più o meno embricato su più serie. Il ricettacolo in genere è nudo ossia senza pagliette a protezione della base dei fiori; la forma è piatta o da convessa a conica.
Fiori.  I fiori sono tetra-ciclici (formati cioè da 4 verticilli: calice – corolla – androceo – gineceo) e pentameri (calice e corolla formati da 5 elementi). Si distinguono in:
- fiori del raggio (esterni): sono femminili e sono disposti su 2 - 3 serie; la forma è strettamente ligulata terminante con alcuni denti;
- fiori del disco (centrali): sono più numerosi con forme tubulose terminanti con dei lobi; sono ermafroditi (raramente sono funzionalmente maschili).

- Formula fiorale:

*/x K {\displaystyle \infty }, [C (5), A (5)], G 2 (infero), achenio
- Calice: i sepali del calice sono ridotti ad una coroncina di squame.

- Corolla: la forma della corolla è più o meno imbutiforme alla base; mentre all'apice è ligulata a 5 (raramente 3) denti (zigomorfa) o tubolare con 5 (raramente 4) lobi (attinomorfa); i lobi, patenti, hanno una forma deltata o più o meno lanceolata. I colori della corolla sono giallo, violaceo, bianco o blu.

- Androceo: l'androceo è formato da 5 stami sorretti da filamenti generalmente liberi; gli stami sono connati e formano un manicotto circondante lo stilo; le teche (produttrici del polline) alla base sono troncate e sono lievemente auricolate (molto raramente sono speronate o hanno una coda); le appendici apicali delle antere hanno delle forme piatte e lanceolate; il tessuto endoteciale (rivestimento interno dell'antera) è quasi sempre polarizzato (con due superfici distinte: una verso l'esterno e una verso l'interno). Il polline è sferico con un diametro medio di circa 25 micron;  è tricolporato (con tre aperture sia di tipo a fessura che tipo isodiametrica o poro) ed è echinato (con punte sporgenti).[9][12]

- Gineceo: l'ovario è infero uniloculare formato da 2 carpelli.[5] Lo stilo (il recettore del polline) è profondamente bifido (con due stigmi divergenti) e con le linee stigmatiche marginali separate.[13] Nei fiori del raggio gli stili sono allungati. I due bracci dello stilo hanno una forma da lanceolata a deltoide e possono essere papillosi o ricoperti da ciuffi di peli. Lo stilo dei fiori del raggio è supinato.

Frutti. I frutti sono degli acheni con pappo; in alcune specie è presente un certo dimorfismo (gli acheni dei fiori del raggio differiscono dagli acheni dei fiori del disco);
- achenio: gli acheni, con forme da strettamente obovate a oblanceolate-obovate, sono lateralmente compressi con due nervature laterali; la superficie normalmente è cosparsa da setole, qualche volta ghiandolose; la parete dell'achenio è formata da celle contenenti rafidi ma prive di fitomelanina; il carpoforo normalmente è anulare; le setole con punte a forma di ancora non sono presenti;
- pappo: il pappo è formato da 2 serie di setole finemente barbate o (più raramente) piumose; le setole sono persistenti; esternamente alle serie di setole può essere presente una coroncina di scaglie.[9]

## Biologia
Impollinazione: l'impollinazione avviene tramite insetti (impollinazione entomogama tramite farfalle diurne e notturne).

Riproduzione: la fecondazione avviene fondamentalmente tramite l'impollinazione dei fiori (vedi sopra).

Dispersione: i semi (gli acheni) cadendo a terra sono successivamente dispersi soprattutto da insetti tipo formiche (disseminazione mirmecoria). In questo tipo di piante avviene anche un altro tipo di dispersione: zoocoria. Infatti gli uncini delle brattee dell'involucro (se presenti) si agganciano ai peli degli animali di passaggio disperdendo così anche su lunghe distanze i semi della pianta. Inoltre per merito del pappo il vento può trasportare i semi anche a distanza di alcuni chilometri (disseminazione anemocora).

## Distribuzione e habitat
Le specie di questo genere sono distribuite in Himalaya.

## Sistematica
La famiglia di appartenenza di questa voce (Asteraceae o Compositae, nomen conservandum) probabilmente originaria del Sud America, è la più numerosa del mondo vegetale, comprende oltre 23.000 specie distribuite su 1.535 generi, oppure 22.750 specie e 1.530 generi secondo altre fonti (una delle checklist più aggiornata elenca fino a 1.679 generi). La famiglia attualmente (2021) è divisa in 16 sottofamiglie; la sottofamiglia Asteroideae è una di queste e rappresenta l'evoluzione più recente di tutta la famiglia.

### Filogenesi
Il genere di questa voce è descritto nella sottotribù Asterinae, una delle quasi 40 sottotribù della tribù Astereae. In base alle ultime ricerche nella tribù sono stati individuati (provvisoriamente) 5 principali lignaggi:
- Basal grade: include alcuni generi isolati, il gruppo "South American-Oceania",  alcune sottotribù africane e il gruppo dei generi legnosi del Madagascar.
- Bellis lineage: comprende le sottotribù eurasiatiche e una sottotribù africana.
- Aster lineage: include i generi asiatici di Asterinae e i principali gruppi dell'Australia e dell'Oceania.
- Baccharis lineage: include alcuni gruppi sudamericani.
- North American lineage: include la vasta gamma di sottotribù del Nordamerica, Messico e alcuni gruppi distribuiti nel Sudamerica.

Il genere  Tibetiodes (insieme alla sottotribù Asterinae) è incluso nel Aster lineage i cui caratteri principali sono: la base delle antere sono prive di code e non sono calcarate (speronate); le linee stigmatiche dei bracci dello stilo sono totalmente separate; i due bracci dello stilo hanno una forma breve o allungata da lanceolata a deltoide e possono essere papillosi o ricoperti da ciuffi di peli (all'esterno, mentre all'interno sono glabri). La distribuzione della maggior parte delle specie di questo gruppo è nelle regioni temperate nord e sud.
La sottotribù Asterinae comprende una trentina di generi suddivisi in 4 rami principali: Psychrogeton - Hersileoides - Asterothamnus - Aster. Il genere di questa voce è incluso nel ramo denominato "Psychrogeton branch" e sottogruppo denominato "Asteroides group" di cui il genere di questa voce è l'unico componente. I dati molecolari-filogenetici e morfologici giustificano il nuovo genere di questa voce. Tuttavia non tutte le checklist si sono aggiornate e mantengono le specie di questo genere come sinonimi del genere Aster.
I caratteri distintivi del genere  Tibetiodes sono:
- i fiori del raggio sono disposti su 2 - 3 serie e sono costantemente viola;
- i tubi della corolla sono corti;
- gli stili sono allungati.

Il numero cromosomico delle specie di questo genere di base è n = 9.

### Elenco delle specie
Questo genere ha 27 specie:
- Tibetiodes angustior (Hand.-Mazz.) Nesom
- Tibetiodes asteroides (DC.) Nesom
- Tibetiodes bietii (Franch.) Nesom
- Tibetiodes brachytricha (Franch.) Nesom
- Tibetiodes brevis (Hand.-Mazz.) Nesom
- Tibetiodes bulleyana (Jeffrey ex Diels) Nesom
- Tibetiodes diplostephioides (DC.) Nesom
- Tibetiodes falconeri (C.B. Clarke) Nesom
- Tibetiodes farreri (W.W. Smith & Jeffrey) Nesom
- Tibetiodes flaccida (Bunge) Nesom
- Tibetiodes glandulosa (Keissl.) Nesom
- Tibetiodes himalaica (C.B. Clarke) Nesom
- Tibetiodes jeffreyana (Diels) Nesom
- Tibetiodes labrangensis (Hand.-Mazz.) Nesom
- Tibetiodes latibracteata (Franch.) Nesom
- Tibetiodes latisquamata (C.E.C. Fischer) Nesom
- Tibetiodes likiangensis (Franch.) Nesom
- Tibetiodes lipskii (Komarov) Nesom
- Tibetiodes nepalensis (Grierson) Nesom
- Tibetiodes retusa (Ludlow) Nesom
- Tibetiodes salwinensis (Onno) Nesom
- Tibetiodes setchuenensis (Franch.) Nesom
- Tibetiodes stracheyi (Hook. f.) Nesom
- Tibetiodes techinensis (Y. Ling) Nesom
- Tibetiodes tientschwanensis (Hand.-Mazz.) Nesom
- Tibetiodes tsarungensis (Grierson) Nesom
- Tibetiodes yunnanensis (Franch.) Nesom